# 辞 (文書)
辞（じ）とは、律令制において雑任以下の下級官人及び一般庶民（白丁）が、官司に上申する際に用いたとされる文書。
公式令によれば、「年月日　氏名辞、其事云々（本文）、謹辞」と書式が規定されている。だが、この規定が難解で分かりにくかったためか、現存の辞は残されておらず、辞が適切と思われる内容に関する公文書でも解などの他の形式が用いられているのがほとんどである。
ただし、土地の交換などに用いられた相博状などに「謹辞」などの辞の影響を受けたと考えられる語句が用いられているものがあり、辞が全く作成されていなかった訳ではないとみられている。